# Vince Vaughn

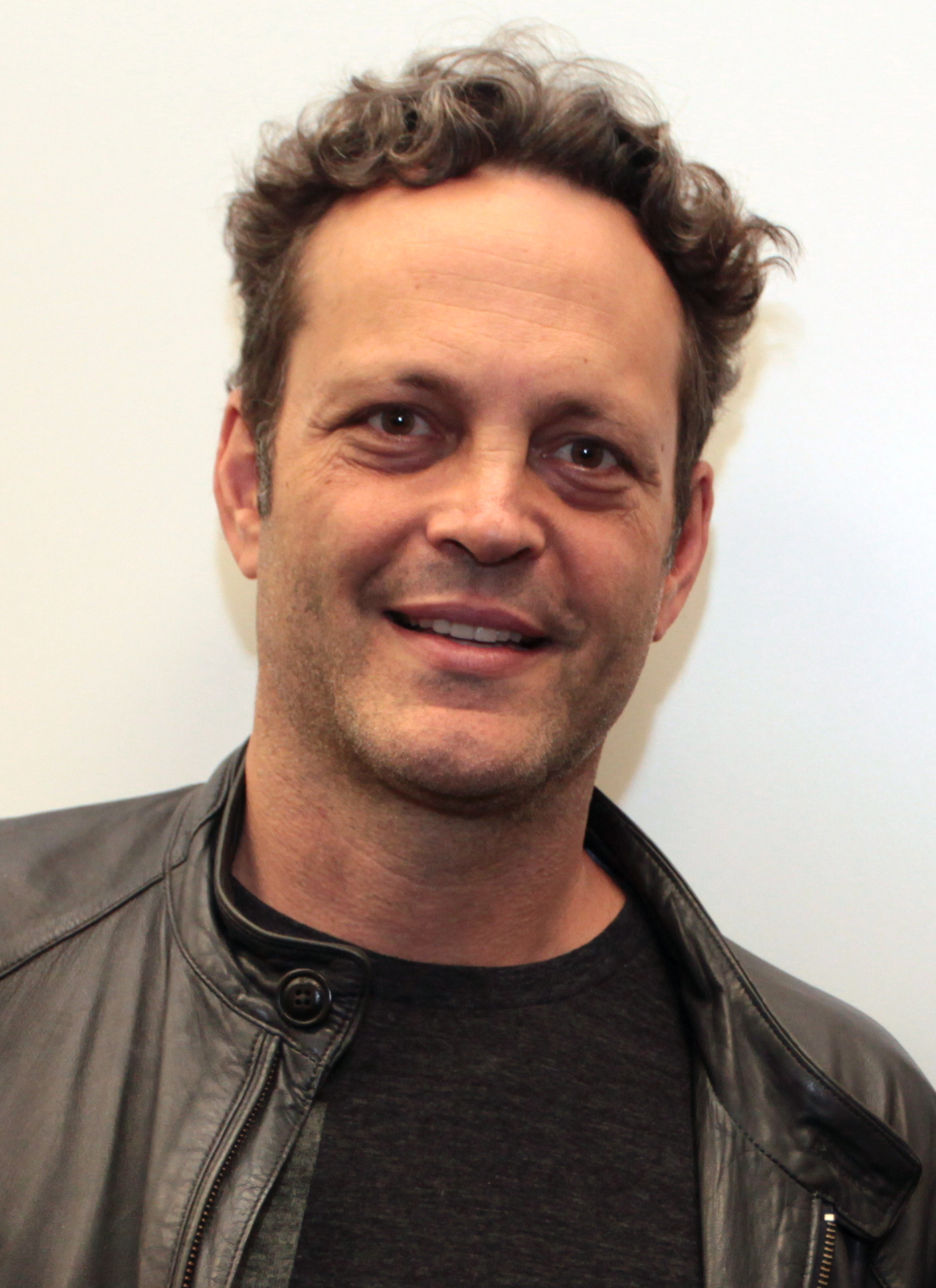
Vince Vaughn (2015)

Vincent Anthony Vaughn [vɔ:n] (* 28. März 1970 in Minneapolis, Minnesota) ist ein US-amerikanischer Schauspieler, Filmproduzent und Drehbuchautor. Seine deutsche Synchronstimme ist Stefan Fredrich.

## Werdegang
Vaughn wuchs in Lake Forest, Illinois, auf. Er interessierte sich schon früh für Theaterschauspiel. Seinen ersten Fernsehauftritt hatte er in einer Chevrolet-Werbung.
Sein Einstieg in das Filmgeschäft von Hollywood gestaltete sich schwierig. Er wirkte zwar in mehreren Fernsehspots mit, Filmangebote blieben jedoch zunächst aus. Im Jahr 1993 erhielt er eine Rolle in dem Film Rudy und freundete sich während der Dreharbeiten mit dem Schauspieler Jon Favreau an. Diese Freundschaft verhalf ihm im Jahr 1996 schließlich zu einer Rolle in Doug Limans Film Swingers, für den Favreau das Drehbuch geschrieben hatte. In dem Film hatte auch Vaughns Vater Vernon eine Nebenrolle als ein Spieler am $100-Minimum-Einsatz-Tisch. Steven Spielberg wurde durch den Überraschungserfolg auf Vaughn aufmerksam und engagierte ihn für die Rolle eines Fotografen in Vergessene Welt: Jurassic Park (1997).
Seitdem spielt Vaughn regelmäßig in Kinoproduktionen. Zu seinen größten Erfolgen gehören Filmkomödien wie Voll auf die Nüsse (2004), Die Hochzeits-Crasher (2005), Trennung mit Hindernissen (2006), Into the Wild (2007) oder All Inclusive (2009). Zudem spielte er neben Angelina Jolie und Brad Pitt in Mr. & Mrs. Smith mit.
Vaughn ist auch als Drehbuchautor aktiv. 2006 war er an der Storyentwicklung von Trennung mit Hindernissen beteiligt, es folgten die Drehbücher zu All Inclusive (2009) und Prakti.com (2013). Seit 2001 ist er als Produzent für Film und als Ausführender Produzent für Fernsehen tätig.
Bei den Dreharbeiten zu Trennung mit Hindernissen im Sommer 2005 wurden Vaughn und seine Filmpartnerin Jennifer Aniston ein Paar, nachdem Aniston sich kurz zuvor von Ehemann Brad Pitt getrennt hatte. Die Beziehung hielt bis Dezember 2006. Seit dem 2. Januar 2010 ist Vaughn mit der kanadischen Immobilienmaklerin Kyla Weber verheiratet; am 18. Dezember 2010 kam die gemeinsame Tochter und am 7. August 2013 der gemeinsame Sohn zur Welt.
Vince Vaughn wird zu den Mitgliedern des Frat Packs gezählt, einer so bezeichneten Schauspieler-Truppe, zu der auch Ben Stiller, Owen Wilson, Luke Wilson, Will Ferrell, Steve Carell, Jason Bateman, Jon Favreau und Jack Black gehören.
Im August 2024 wurde er mit einem Stern auf dem Hollywood Walk of Fame geehrt.

## Politisches Engagement
Vaughn ist Libertärer und unterstützte 2012 den Kongressabgeordneten und US-Präsidentschaftskandidaten Ron Paul.

## Filmografie (Auswahl)
Als Schauspieler
- 1989: China Beach (Fernsehserie, Folge 3x01 Das Partisanenversteck)
- 1993: Touchdown – Sein Ziel ist der Sieg (Rudy)
- 1996: Swingers
- 1997: Vergessene Welt: Jurassic Park (The Lost World: Jurassic Park)
- 1997: Kansas Nights (The Locusts)
- 1998: Clay Pigeons – Lebende Ziele (Clay Pigeons)
- 1998: Psycho
- 1998: Kein Vater von gestern (A Cool, Dry Place)
- 1998: Für das Leben eines Freundes (Return to Paradise)
- 2000: Sex and the City (Fernsehserie, Folge 3x14)
- 2000: The Cell
- 2000: Südlich des Himmels – Westlich der Hölle (South of Heaven, West of Hell)
- 2001: Made
- 2001: Zoolander
- 2001: Tödliches Vertrauen (Domestic Disturbance)
- 2003: I Love Your Work
- 2003: Old School – Wir lassen absolut nichts anbrennen (Old School)
- 2004: Anchorman – Die Legende von Ron Burgundy (Anchorman: The Legend of Ron Burgundy)
- 2004: Starsky & Hutch
- 2004: Voll auf die Nüsse (Dodgeball: A True Underdog Story)
- 2004: Wake Up, Ron Burgundy: The Lost Movie
- 2005: Thumbsucker
- 2005: Be Cool – Jeder ist auf der Suche nach dem nächsten großen Hit (Be Cool)
- 2005: Mr. & Mrs. Smith
- 2005: Die Hochzeits-Crasher (Wedding Crashers)
- 2006: Trennung mit Hindernissen (The Break-Up)
- 2007: Into the Wild
- 2007: Die Gebrüder Weihnachtsmann (Fred Claus)
- 2008: Mein Schatz, unsere Familie und ich (Four Christmases)
- 2009: All Inclusive (Couples Retreat)
- 2011: Dickste Freunde (The Dilemma)
- 2012: Lady Vegas (Lay the Favorite)
- 2012: The Watch – Nachbarn der 3. Art (The Watch)
- 2013: Prakti.com (The Internship)
- 2013: Der Lieferheld – Unverhofft kommt oft (Delivery Man)
- 2013: Anchorman – Die Legende kehrt zurück (Anchorman 2: The Legend Continues)
- 2015: Big Business: Außer Spesen Nichts gewesen (Unfinished Business)
- 2015: True Detective (Fernsehserie, 8 Folgen)
- 2016: Term Life – Mörderischer Wettlauf (Term Life)
- 2016: Hacksaw Ridge – Die Entscheidung (Hacksaw Ridge)
- 2017: Brawl in Cell Block 99
- 2018: Dragged Across Concrete
- 2018: F Is for Family (Fernsehserie, 8 Folgen, Stimme von Chet Stevenson)
- 2019: Fighting with My Family
- 2019: Jean Seberg – Against all Enemies (Seberg)
- 2020: Arkansas
- 2020: The Binge
- 2020: Freaky
- 2021: North Hollywood
- 2021: Queenpins
- 2024: Carl Hiaasen‘s Bad Monkey (Fernsehserie, 10 Folgen)
- 2025: Nonnas

Als Produzent
- 2001: Made
- 2006: Trennung mit Hindernissen (The Break-Up)
- 2009: All Inclusive (Couples Retreat)
- 2011: Dickste Freunde (The Dilemma)
- 2013: Prakti.com (The Internship)
- 2016: Term Life – Mörderischer Wettlauf (Term Life)
- 2020: The Opening Act

Als Drehbuchautor
- 2006: Trennung mit Hindernissen (The Break-Up)
- 2009: All Inclusive (Couples Retreat)
- 2013: Prakti.com (The Internship)